# محمد خليل الجندوبي
محمد خليل الجندوبي (مواليد 1 يونيو 2002) هو لاعب تايكوندو تونسي، مثل تونس في الألعاب الأولمبية الصيفية 2020 المقامة في طوكيو باليابان، فحصل على  الميدالية الفضية في رياضة التايكواندو في وزن 58 كغ.

## الحياة المهنية
في عام 2018، فاز بالميدالية الذهبية في دورة الألعاب الأفريقية للشباب 2018 في الجزائر العاصمة، وفاز بإحدى الميداليات البرونزية في حدث وزن 48 كغ في دورة الألعاب الأولمبية الصيفية للشباب 2018 التي أقيمت في بوينس آيرس، الأرجنتين.
في عام 2019، شارك في حدث وزن الرجال في بطولة العالم للتايكوندو 2019 التي أقيمت في مانشستر، المملكة المتحدة. وفي العام نفسه، مثل تونس في الألعاب الإفريقية 2019 التي أقيمت في الرباط بالمغرب وفاز بالميدالية الذهبية في سباق 54 كغ رجال.
في عام 2021، فاز بالميدالية الذهبية في فئة أقل من 58 كغ في بطولة أفريقيا 2021 في داكار، وفاز بالميدالية الفضية في وزن 58 كغ في الألعاب الأولمبية الصيفية 2020 في طوكيو.

## الإنجازات
| عام  | المسابقة                  | المركز | فئة الوزن |
| ---- | ------------------------- | ------ | --------- |
| 2018 | الألعاب الأولمبية للشباب  | الثالث | 48 كغ     |
| 2018 | الألعاب الأفريقية للشباب  | الأول  | 48 كغ     |
| 2019 | الألعاب الأفريقية         | الأول  | 54 كغ     |
| 2021 | بطولة أفريقيا             | الأول  | 58 كغ     |
| 2021 | الألعاب الأولمبية الصيفية | الثاني | 58 كغ     |

## روابط خارجية
- محمد خليل الجندوبي على Olympedia
- محمد خليل الجندوبي على TaekwondoData.com